# Proximetakain
A proximetakain (USAN: proparacaine)
aminoészter típusú helyi érzéstelenítő. Szemcsepp formájában alkalmazzák szemnyomás mérésekor (tonometria), a csarnokzug vizsgálatakor (gonioszkópia, idegen test eltávolításakor a kötőhártyából vagy a szaruhártyából, és más rövid idejű érzéstelenítést igénylő beavatkozáskor.
Nagyon gyorsan (20 másodpercen belül) hat, és a hatása legalább 15 percig fennmarad.

## Hatásmód
A feszültségcsatolt nátriumcsatornákat gátolja, amivel az idegsejtek falának átjárhatóságát, ezzel pedig a fájdalominger továbbítását akadályozza. A fájdalomcsillapítás pontos mechanizmusa nem ismert.
Más szereknél kevésbé csípi a szemet a becsöppentéskor. Átmenetileg homályos látást okozhat, és ez a gépjárművezetést is akadályozhatja. Mint minden fájdalomcsillapító, tartós használata a szem károsodását okozhatja.
Jelentős mennyiségben alkalmazva a központi idegrendszerre és a szívre először serkentő, később depresszív hatása van.

## Készítmények
Magyarországon nincs forgalomban proximetakain-tartalmú készítmény, de a nemzetközi gyógyszerkereskedelem számos készítményt kínál.